# Babes in Toyland (1934)
Babes in Toyland é um filme estadunidense de 1934, dos gêneros comédia, fantasia e musical, dirigido por Gus Meins e Charles R. Rogers para a Hal Roach Studios.

## Elenco
- Stan Laurel
- Oliver Hardy
- Charlotte Henry
- Henry Brandon
- Felix Knight
- Jean Darling
- Johnny Downs